# Pruillé-l’Éguillé
Pruillé-l’Éguillé ist eine französische Gemeinde mit 808 Einwohnern (Stand 1. Januar 2022) im Département Sarthe in der Region Pays de la Loire. Sie gehört zum Kanton Montval-sur-Loir, liegt zwischen den Städten Le Mans (30 km) und Tours (60 km) und ist fünf Kilometer von Le Grand-Lucé entfernt. Die Höhe über dem Meeresspiegel beträgt 167 Meter.

## Sehenswürdigkeiten
- Kirche Saint-Christophe aus dem 12. Jahrhundert mit Modifikationen aus den nachfolgenden Jahrhunderten

## Persönlichkeiten
- Julianus von Le Mans, erster Bischof von Le Mans, gestorben um 348, soll aus dem Ort stammen